# 이요나
이요나(1948년~2024년 7월 30일)는 탈동성애 운동을 하고 있는 목사이다.